# Дмитриево-Помряскино
Дмитриево-Помряскино — село в Старомайнском районе Ульяновской области России, входит в состав Прибрежненского сельского поселения. Расположено в 20 км к югу от районного центра — рабочего посёлка Старой Майны — на правом берегу реки Урень.
Название Помряскино произошло от распространённого мордовского имени «Помряско». Население — 1260 чел. (2010).

## История
Дмитриево-Помряскино основано в 1679 году мордовскими поселенцами Казанского и Арзамасского уездов.
В 1698—1699 годах в Помряскино по указу Петра I была переселена группа польских шляхтичей — панов, поэтому Помряскино приобретает приставку — Панское.
В 1708 году деревня Помряскина вошла в состав Казанского уезда Казанской губернии.
В 1736 году в селе была построена деревянная церковь с престолом во имя Дмитрия Солунского, поэтому село стало называться Дмитриевское Помряскино. Вторая каменная, тёплая церковь была построена в 1816 году, стараниями дворянки Анны Михайловны Наумовой, за победу над французами в Отечественной войне 1812 года. В 1840 году во время большого пожара деревянная церковь полностью сгорела, а каменная церковь пострадало, но уже в следующем году была обновлена помещиком гвардии прапорщиком Николаем Михайловичем Наумовым. Церковь трёхпрестольная: главный — во имя Казанской Божьей Матери. В правом приделе, построенном в 1858 году, — во имя Святителя Мирликийского Чудотворца Николая; в левом — во имя Архистратига Божия Михаила и прочих Бесплотных сил. Ещё при церкви была выложена каменная часовня другим землевладельцем — Дмитрием Евлампиевичем Нечаевым. В 1908 году перестроена колокольня.
В 1780 году село вошло в состав Ставропольского уезда Симбирского наместничества, с 1796 года — в Симбирской губернии.
В 1851 году село вошло в состав Ставропольского уезда Самарской губернии.
В марте 1861 года селения: Новокунское, Дм. Помряскино, Языково-Войкино, Рузановка, Петровское вошли в Петровскую волость.
В 1865 году открылась одноклассная земская школа.
В 1892—1893 годах селе свирепствовала холера, от которой умерло 322 человека.
В 1918 году в Дмитриево-Помряскино был образован сельский Совет.
В 1930 году в селе был образован колхоз имени Мичурина. В этом же году была закрыта церковь, а здание церкви использовали под склад.
В 1943 году село вошло в Старомайнский район Ульяновской области.
107 селян не вернулись с Великой Отечественной войны. 
В 1950 году произошло объединение колхозов Ерзовки, Ботьмы, Юрманок, Ивановки с Дмитриево-Помряскинским, который стал называться имени Мичурина.
С устройством Куйбышевского водохранилища в 1956 году в село переселилась часть жителей сносимых селений — Юрманки, Ботьма, Ерзовка, Старый Урень и части Ивановки.
В 1960 году колхоз вошёл в состав совхоза «Старомайнский», затем входили в совхоз «Неверовский», а с 1976 года здесь образовалось Опытно-производственное хозяйство «Заречное».
В 1985 году здесь построено новое здание школы, в 1988 году Дом культуры, детский сад на 90 мест, водопровод, газопровод, дороги с твердым покрытием, картофелехранилище на 500 тонн и многое другое.
В 2005 году село вошло в состав Прибрежненское сельское поселение.

## Население
| Год  | Число дворов | Число жителей | Примечания                                                                                    |
| ---- | ------------ | ------------- | --------------------------------------------------------------------------------------------- |
| 1780 |              | 299           | Ревизских душ: однодворцев — 25, помещиковых крестьян — 270, отписных из-за помещика — 4.     |
| 1795 | 88           | 656           |                                                                                               |
| 1859 | 124          | 1051          | одна православная церковь.                                                                    |
| 1884 | 204          | 1179          |                                                                                               |
| 1889 | 215          | 1402          |                                                                                               |
| 1897 | 256          | 1375          | есть две школы: земская и церковно-приходская, здесь же водяная мельница и 5 ветряных.        |
| 1910 | 264          | 1599          | Церковь, 2 школы: земская и церк.-приходская, Мельницы: 4 — ветр. и 1 водян. 1 крупо-обдирка. |
| 1915 | 237          | 1631          |                                                                                               |
| 1930 | 333          | 1546          |                                                                                               |
| 1959 |              | 996           |                                                                                               |
| 1999 | 412          | 1255          |                                                                                               |
| 2010 |              | 1260          |                                                                                               |

## Известные уроженцы
- Филиппов, Алексей Фёдорович — Герой Социалистического Труда.
- Снежкин Виктор Александрович — Заслуженный строитель Российской Федерации (1998), «Почётный гражданин города Ульяновска»[12][13].

## Интересные факты
- В истории Дмитриево-Помряскино занимает особое место, как одно из самых значительных фольклорных «гнёзд» Поволжья. Песни, сказки и другие произведения устного народного творчества, записанных здесь во второй половине XIX века и в 1930—1950 годах вошли в золотой фонд русской культуры. В Дмитриево-Помряскино жил известный волжский сказатель А. К. Новопольцев. Поэт Д. Н. Садовников с его слов записал 72 текста сказок.

## Достопримечательности
- Церковь в селе Дмитриево-Помряскино является выявленным объектом культурного наследия (памятником истории и культуры) — «Церковь Казанской Божьей Матери с колокольней и трапезной», середина XIX века. (Распоряжение Главы администрации Ульяновской области от 29.07.1999. № 959-р.)[4][14][15][16][17][18].
- Неподалеку от Дмитриево-Помряскино находится курганная группа (предположительно бронзового века)[19].
- Памятник не вернувшимся селянам в виде развернутой книги, у основания которой мемориальные плиты с именами погибших (открыт в 1990 г.)[20].
- Здание торговой лавки Богдановского (кон. XIX в)[19].
- Дом крестьянина Морозова (нач. XX в)[19].
- Дом крестьянский (нач. XX в)[19].
- Святой родник[21].

## Инфраструктура
Школа, Дом культуры, детский сад, ФАП, Казанская церковь (действует, восстанавливается).

## Улицы
Барский пер., ул. Березовая, Гагарина пер., ул. Гагарина, Дачный пер., ул. Дорожная, ул. Зеленая, ул. Княжеская, ул. Купеческая, ул. Мира, ул. Молодежная, ул. Новая, ул. Первомайская, ул. Полевая, ул. Почтовая, ул. Пушкинская, ул. Рабочая, ул. Речная, ул. Садовая, Садовый пер., ул. Советская, ул. Солнечная, ул. Церковная, ул. Школьная.